# Ладіслао де Гаус
Ладіслао де Гаус (італ. Ladislao de Gauss; 1901, Угорщина - 1970 Італія) - хорватський художник-пейзажист.

## Життя та творчість
Народився 1901 року в Будапешті в дворянській родині. Завдяки журналістським та науковим контактам батька з угорською столицею першу освіту здобув в угорській школі міста Фіуме (нині Рієка, Хорватія). 
Невдовзі вчителі виявили в де Гауса молодшого художній хист. Це спонукало батька влаштувати сина в Академію образотворчих мистецтв Будапешта (1922-1926 роки), а згодом на дворічні курси малювання до Флоренції (1927-1928 роки). 
Розквіту карʼєра Ладіслао де Гауса досягла близько 1930 року, коли його роботи опинилися в одній експозиції з картинами шанованих співвітчизників Ромоло Венуччі, Міранди Райчіч та Марії Арнольд. Критики назвали творчість молодого живописця «найкращим вираженням подиху сучасності, який вплинув на конформістське мистецтво Кварнеру».
У 1929 році де Гаус долучився до виставки з нагоди десятиріччя «Маршу Ронкі», організованої за сприяння спілки художників Фіуме. Відтоді брав участь у найрізноманітніших заходах по всіх містах узбережжя. А в 1936 році Ладіслао презентував свої полотна на XX Венеційській бієнале, був включений до угорської секції.
Спеціалізувався на портреті, однак поруч із тим виконував пейзажі Істрії та Рієки. Водночас був активним у сфері рекламної графіки, працював від імені судноплавних компаній у Тірренії та Адрії. Розробляв обкладинки для журналу «La Vedetta», ілюстрував туристичну газету «Abbazia e la riviera del Carnaro». 
Після одруження з дочкою скульптора Альфонсо Канчіані у 1942 році переїхав до Трієста. Викладав малювання в Державному художньому інституті «Enrico e Umberto Nordio». Паралельно створював ескізи для плакатів Трієстського ярмарку, шукаючи нове натхнення в абстрактному живописі. 
Помер 1970 року у віці 69 років в італійському Трієсті. 
Уславився в галузі акварельного живопису як очільник мистецької революції у Фіуме після дʼАннунціо. 

## Музеї
- MMSU - Музей сучасного і сучасного мистецтва
- Музей Квіринальський палац, Президент Італійської Республіки, Рим[4]
- Національна галерея Словенії[5][6]
- Museo Revoltella[3]

## Виставки
Ладіслао де Гаус Він брав участь у виставках в декількох європейських країнах протягом більш як півстоліття.
- 1936 Венеційська бієнале
- 1927 Mostra Nazionale Marinara, Рим
- 1927 Circolo Artistico di Trieste
- 1925 Mostra Nazionale Marinara, Рим
- 1943 Трієст
- 1944 Франкфурт
- 1945 Гамбург
- 1946 Осло
- 1954 Буенос - Аргентина